# Stop de Neutronenbom

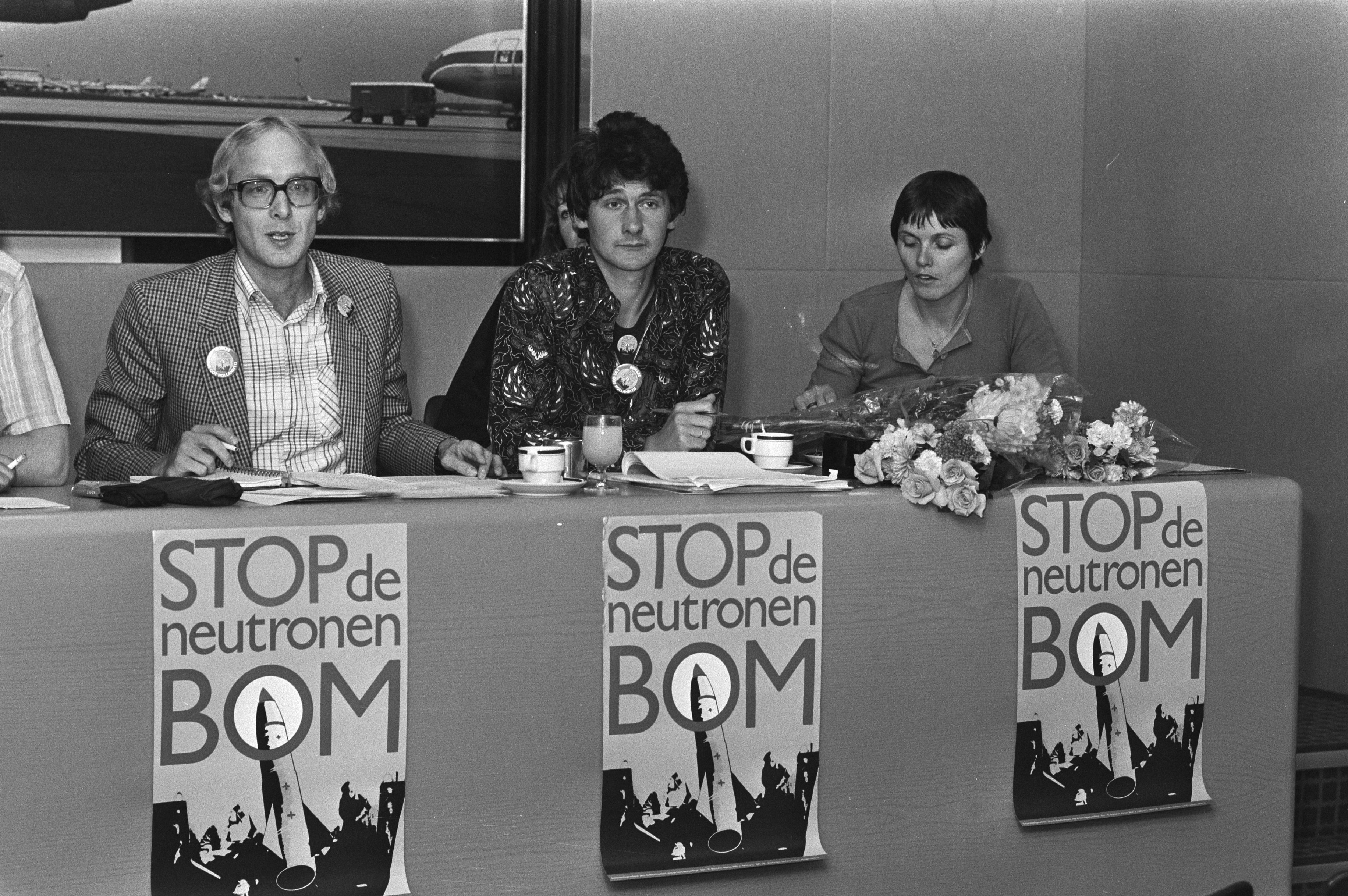
Stop de Neutronenbom

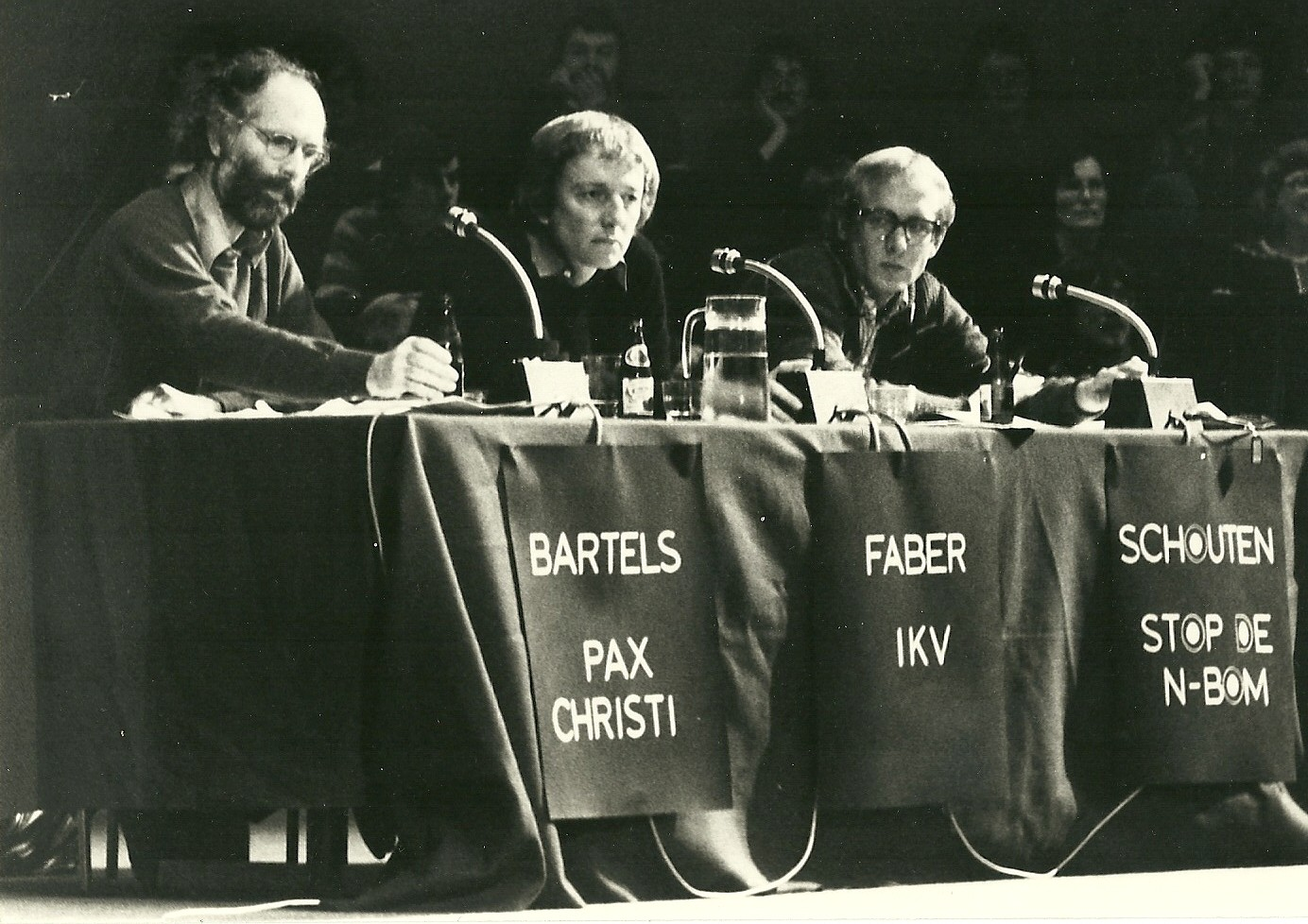
Studiedag op 7 april 1979 aan de Vrije Universiteit van Amsterdam van het Overlegorgaan tegen de kernbewapening (PvdA, CDA, D'66, PPR, CPN, PSP, Stop de N-bom, Pax Christi, IKV en FNV). V.l.n.r. Wim Bartels (Pax Christi), Mient Jan Faber (IKV), Nico Schouten (Stop de N-bom).

Het Comité Samenwerkingsverband Stop de Neutronenbom was een actiecomité gericht tegen een mogelijke productie van de neutronenbom door de Verenigde Staten, dat eind jaren zeventig werd opgericht en later opereerde onder de naam Samenwerkingsverband Stop de Neutronenbom, Stop de Kernwapenwedloop.

## Met steun uit de DDR
Bij de Tweede Kamerverkiezingen 1977 verloor de CPN 5 van de 7 zetels. Na dit debacle ontdeed de CPN zich van Paul de Groot en haalde de banden aan met de Sovjet-Unie. De Sovjet-Unie had de CPN al eerder vergeefs benaderd om een actie op te zetten tegen de neutronenbom.
In augustus 1977 zette de CPN, op verzoek van Moskou, het comité Stop de Neutronenbom op, waar Nico Schouten de belangrijkste woordvoerder van was. De actie werd financieel in belangrijke mate vanuit de DDR gesteund. Uit onderzoek waarop de historica Beatrice de Graaf in 2004 promoveerde, bleek dat er circa 110.000 gulden vanuit Oost-Berlijn naar het Comité is overgemaakt. Tussenpersoon voor deze financiële en andere materiële transacties was het CPN-bestuurslid Joop Wolff. Tegen Henk Wolzak van het dagblad Trouw zei Schouten in december 2004 dat De Graaf "onzin" beweert, en dat de campagne niet alleen tegen de Amerikaanse kernbewapening was gericht. "De oproep om af te zien van de neutronenbom was op alle kernwapenstaten gericht", hield Schouten vol.
Er werden in eerste instantie handtekeningen verzameld. Deze actie was succesvol: er werden 1,1 miljoen handtekeningen opgehaald (veel meer dan de achterban van de CPN groot was). In mei 2010 schreef Schouten op de website van de Socialistische Partij, dat er van de opvallende knalgele poster van Stop de Neutronenbom van ontwerper Jeroen de Vries in april 1978 al 400.000 waren afgezet. Dat vormde ook een bron van inkomsten. De posters werden voor één gulden per stuk verkocht, maar er werden er ook heel veel gratis weggegeven. In samenwerking met zusterpartijen in Europa werd de actie ook internationaal gevoerd. In maart 1978 volgde een demonstratie in Amsterdam met 50.000 deelnemers. IKV en de PSP deden met eigen doeleinden en motto's mee. De PSP-demonstranten droegen eigen posters met de tekst Ban de A tot en met Z Bom, om aan te geven dat het kernwapenvraagstuk breder en meerzijdig was.
Het partijbestuur van PvdA had vanwege de overwegend communistische invloed op Stop de Neutronenbom al eerder voor een eigen weg gekozen en nam op 5 november 1977 in de Merwedehal in Utrecht het initiatief voor een "brede manifestatie over de neutronenbom". Een groot aantal partijen, vredesbewegingen en ook de Raad van Kerken was gevraagd mee te doen. Maar niet Stop de Neutronenbom, want zo luidde het argument: "De CPN is immers al uitgenodigd". Aanvankelijk deden ook enkele CDA-leden mee aan het overleg, maar zij vroegen wel om enige tijdsruimte teneinde ook het CDA-bestuur mee te krijgen. Toen die ruimte hen niet gegund werd, haakten de CDA-leden af. Later bleek dat het CDA van meet af aan bang was om met haar "genuanceerde standpunt" de rol van "verkapte voorstander" te moeten spelen tijdens de manifestatie. Ook vond het CDA dat de VVD uitgenodigd had moeten worden. Het afhaken van de Christendemocraten leidde binnen die partij wel tot ongenoegen. Met name ARP-voorzitter De Boer en CHU-voorzitter Kruisinga zouden voor meedoen zijn geweest.

## De productie van de N-bom: botsende visies
President Jimmy Carter van de Verenigde Staten besloot in 1978 af te zien van de productie van de neutronenbom, maar wat volgens onderzoekingen in Washington door IKV-bestuurder Laurens Hogebrink toen neerkwam op een politieke manoeuvre: de onderdelen werden namelijk gewoon in productie genomen met het oog op latere assemblage. Anders dan het IKV legde Stop de Neutronenbom dit toen niettemin uit als 'een succes'.

## Het vervolg: strijd om de hegemonie in de vredesbeweging
Op 9 juni 1978 werd in Amsterdam op initiatief van Egbert Boeker (vicevoorzitter van de PPR) en IKV-secretaris Mient Jan Faber het Overlegorgaan tegen de kernbewapening opgericht op basis van het eerste deel van het IKV-voorstel "Help de kernwapens de wereld uit". Tot het Overlegorgaan traden toe: PvdA, CDA, D'66, PPR, CPN, PSP, Stop de Neutronenbom, Pax Christi, IKV en FNV. Op 7 april 1979 organiseerde het Overlegorgaan een groot opgezette studieconferentie in de gebouwen van de Vrije Universiteit, waarmee de basis werd gelegd voor een brede samenwerking, zonder dat IKV of Stop de N-bom daar alleen hun stempel op konden drukken.
Doordat de IKV-campagne Help de kernwapens de wereld uit om te beginnen uit Nederland niettemin veel meer invloed bleek te krijgen op het politieke midden (PvdA en CDA) en binnen andere linkse partijen zoals de PSP en de PPR, trachtte Stop de N-bom de eigen campagne ook te verbreden en werd de naam van het comité gewijzigd in Samenwerkingsverband Stop de Neutronenbom, Stop de Kernwapenwedloop en werd er meer samengewerkt met andere vredesbewegingen. De samenwerking in het Overlegorgaan tegen de kernbewapening leidde tot de grote demonstraties van 21 november 1981 en 29 oktober 1983, waaraan respectievelijk 420.000 en 550.000 demonstranten deelnamen. Hieruit is weer het Komitee Kruisraketten Nee ontstaan.
Van meet af aan heeft er tussen de kerkelijke vredesbeweging en Stop de Neutronenbom een zekere praktische samenwerking plaatsgevonden, maar er was ook voortdurend sprake van een ideologische kloof, die vooral te maken had met botsende visies met betrekking tot het ontbreken van democratie in Oost-Europa. Zo vertelt Mient Jan Faber (toen lid van de PvdA) in zijn memoires dat de vertegenwoordigers van Stop de Neutronenbom zich aanvankelijk verzetten tegen een voorstel van IKV-er Gied ten Berge (toen lid van de PSP) om de Oost-Duitse dissidente zanger Wolf Bierman op 21 november 1981 op het Museumplein te laten optreden, maar het IKV kreeg zijn zin. Faber vertelt ook hoe in de beginperiode van het IKV er met name in Groningen, vanuit de daar door Fré Meis beheerste CPN nog vergeefse pogingen zijn gedaan om invloed uit te oefenen op plaatselijke IKV-kernen door oprichting van een door CPN-ers gecontroleerd Kerkelijk Komitee tegen de Neutronenbom.

## Afstand van het Oostblok
De rol van het samenwerkingsverband Stop de Neutronenbom, Stop de Kernwapenwedloop nam verder af ten gunste van het Interkerkelijk Vredesberaad. Na de inval van de Sovjet-Unie in Afghanistan in 1979 en door de opkomst van Solidarność in Polen werd de relatie met het Oostblok ook onder Nederlandse communisten minder hecht. Een en ander leidden ten slotte opnieuw tot een verwijdering tussen de CPN en het Oostblok en tot een kritischer houding tegenover de bewapening van de Sovjet-Unie, ook bij het Samenwerkingsverband Stop de Neutronenbom, Stop de Kernwapenwedloop.

## Trivia
- In de wekelijkse tv serie Waldolala, voorjaar 1979, uitgezonden door de VPRO, met Dolf Brouwers als Waldo van Dungen de nachtclubeigenaar, zong de (quasi) ‘protestzanger annex spreekstalmeester’ Boy Bensdorp (Rob van Houten) het lied 'Stop de Neutronenbom'.